# Richard Patrick
Richard Michael Patrick (ur. 10 maja 1968 w Bay Village w stanie Ohio) – amerykański muzyk rockowy, współzałożyciel i wokalista zespołu Filter. Przez krótki czas grał z Trentem Reznorem w Nine Inch Nails. W 2006 roku założył zespół Army of Anyone.
Brat aktora Roberta Patricka.